# Élections législatives de 1962 en Guadeloupe
Les élections législatives françaises de 1962 se déroulent les 18 et 25 novembre.  Dans le département de la Guadeloupe, trois députés sont à élire dans le cadre de trois circonscriptions.

## Élus
| Circonscription | Député sortant     | Parti | Parti | Député élu ou réélu | Parti | Parti   |
| --------------- | ------------------ | ----- | ----- | ------------------- | ----- | ------- |
| 1re             | Médard Albrand     |       | RS    | Médard Albrand      |       | UNR-UDT |
| 2e              | Pierre Monnerville |       | SFIO  | Pierre Monnerville  |       | SFIO    |
| 3e              | Gaston Feuillard   |       | CNIP  | Gaston Feuillard    |       | CNIP    |

## Résultats

### Résultats à l'échelle du département
| Parti          | Parti                                          | Premier tour | Premier tour | Second tour | Second tour | Sièges |
| Parti          | Parti                                          | Voix         | %            | Voix        | %           | Sièges |
| -------------- | ---------------------------------------------- | ------------ | ------------ | ----------- | ----------- | ------ |
|                | Union pour la nouvelle République (UDT)        | 12 500       | 20,13        |             |             | 1      |
|                | Majorité présidentielle                        | 12 500       | 20,13        |             |             | 1      |
|                |                                                |              |              |             |             |        |
|                | Centre national des indépendants et paysans    | 8 948        | 14,41        | 13 518      | 28,33       | 1      |
|                | Parti républicain                              | 3 276        | 5,28         |             |             | 0      |
|                | Centre démocratique                            | 12 224       | 19,69        | 13 518      | 28,33       | 1      |
|                |                                                |              |              |             |             |        |
|                | Parti communiste guadeloupéen                  | 22 912       | 36,90        | 19 798      | 41,49       | 0      |
|                | Divers gauche                                  | 10 534       | 16,97        | 13 211      | 27,69       | 1      |
|                | Section française de l'Internationale ouvrière | 3 922        | 6,32         | 1 188       | 2,49        | 0      |
|                |                                                |              |              |             |             |        |
| Inscrits       | Inscrits                                       | 116 579      | 100,00       | 75 022      | 100,00      | 3      |
| Abstentions    | Abstentions                                    | 53 527       | 45,91        | 26 806      | 35,73       |        |
| Votants        | Votants                                        | 63 052       | 54,09        | 48 216      | 64,27       |        |
| Blancs et nuls | Blancs et nuls                                 | 960          | 1,52         | 501         | 1,04        |        |
| Exprimés       | Exprimés                                       | 62 092       | 98,48        | 47 715      | 98,96       |        |

### Résultats par circonscription

#### Première circonscription (Pointe-à-Pitre)
| | Médard Albrand sortant réélu | UNR-UDT        | 12 476 | 55,57  |  |  |  |
| | Nicolas Ludger               | PCG            | 6 675  | 29,73  |  |  |  |
| | Fernand Balin                | PRV            | 3 276  | 14,59  |  |  |  |
| | Gabriel Francis              | diss. UNR      | 18     | 0,08   |  |  |  |
| | Clauzel Fressel              | diss. UNR      | 6      | 0,03   |  |  |  |
| |                              |                |        |        |  |  |  |
| Inscrits | Inscrits                     | Inscrits       | 41 602 | 100,00 |  |  |  |
| Abstentions | Abstentions                  | Abstentions    | 18 924 | 45,49  |  |  |  |
| Votants | Votants                      | Votants        | 22 678 | 54,51  |  |  |  |
| Blancs et nuls | Blancs et nuls               | Blancs et nuls | 227    | 1      |  |  |  |
| Exprimés | Exprimés                     | Exprimés       | 22 451 | 99     |  |  |  |
| Source : France, Ministère de l'intérieur. Les Elections législatives . Métropole., la Documentation française, 1963 (lire en ligne) |                              |                |        |        |  |  |  |

#### Deuxième circonscription (Les Abymes)
| Candidat | Candidat                         | Parti          | Premier tour | Premier tour | Second tour | Second tour |  |
| Candidat | Candidat                         | Parti          | Voix         | %            | Voix        | %           |  |
| --- | -------------------------------- | -------------- | ------------ | ------------ | ----------- | ----------- |  |
| | Pierre Monnerville sortant réélu | diss. SFIO     | 10 534       | 46,93        | 13 211      | 56,77       |  |
| | Paul Lacavé                      | PCG            | 7 989        | 35,59        | 8 874       | 38,13       |  |
| | Paul Valentino                   | SFIO           | 3 922        | 17,47        | 1 188       | 5,10        |  |
| |                                  |                |              |              |             |             |  |
| Inscrits | Inscrits                         | Inscrits       | 33 413       | 100,00       | 33 406      | 100,00      |  |
| Abstentions | Abstentions                      | Abstentions    | 10 758       | 32,2         | 10 014      | 29,98       |  |
| Votants | Votants                          | Votants        | 22 655       | 67,8         | 23 392      | 70,02       |  |
| Blancs et nuls | Blancs et nuls                   | Blancs et nuls | 210          | 0,93         | 119         | 0,51        |  |
| Exprimés | Exprimés                         | Exprimés       | 22 445       | 99,07        | 23 273      | 99,49       |  |
| Source : France, Ministère de l'intérieur. Les Elections législatives . Métropole., la Documentation française, 1963 (lire en ligne) |                                  |                |              |              |             |             |  |

#### Troisième circonscription (Basse-Terre - Marie-Galante)
| Candidat | Candidat                       | Parti          | Premier tour | Premier tour | Second tour | Second tour |  |
| Candidat | Candidat                       | Parti          | Voix         | %            | Voix        | %           |  |
| --- | ------------------------------ | -------------- | ------------ | ------------ | ----------- | ----------- |  |
| | Gaston Feuillard sortant réélu | CNIP           | 8 948        | 52,04        | 13 518      | 55,31       |  |
| | Gerty Archimède                | PCG            | 8 248        | 47,96        | 10 924      | 44,69       |  |
| |                                |                |              |              |             |             |  |
| Inscrits | Inscrits                       | Inscrits       | 41 564       | 100,00       | 41 616      | 100,00      |  |
| Abstentions | Abstentions                    | Abstentions    | 23 845       | 57,37        | 16 792      | 40,35       |  |
| Votants | Votants                        | Votants        | 17 719       | 42,63        | 24 824      | 59,65       |  |
| Blancs et nuls | Blancs et nuls                 | Blancs et nuls | 523          | 2,95         | 382         | 1,54        |  |
| Exprimés | Exprimés                       | Exprimés       | 17 196       | 97,05        | 24 442      | 98,46       |  |
| Source : France, Ministère de l'intérieur. Les Elections législatives . Métropole., la Documentation française, 1963 (lire en ligne) |                                |                |              |              |             |             |  |